# Sat.1
Sat.1 est une chaîne de télévision généraliste privée allemande, dont le siège est situé à Unterföhring près de Munich. Elle fait partie des sociétés regroupées sous la ProSiebenSat.1 Media, fondée par Leo Kirch.

## Histoire
Sat.1 a été la première chaine de télévision privée en Allemagne lors de son lancement le 1er janvier 1984 sous le nom de PKS (« Programmgesellschaft für Kabel- und Satellitenrundfunk »), soit un jour avant le lancement de RTL Plus. 
Elle n'était reçue au début que par 1200 foyers équipés d'un accès au réseau câblé de la ville de Ludwigshafen. Ses émissions étaient aussi relayées par satellite grâce au satellite européen ECS. 
PKS prendra le nom de Sat.1 le 1er janvier 1985.
Depuis le 31 janvier 2010, Sat.1 est diffusée en HD sur la chaîne Sat.1 HD.

## Identité visuelle

### Logos

Logo de Sat.1 du 1er janvier 1985 à septembre 1986
Logo de Sat.1 de septembre 1986 à 1996
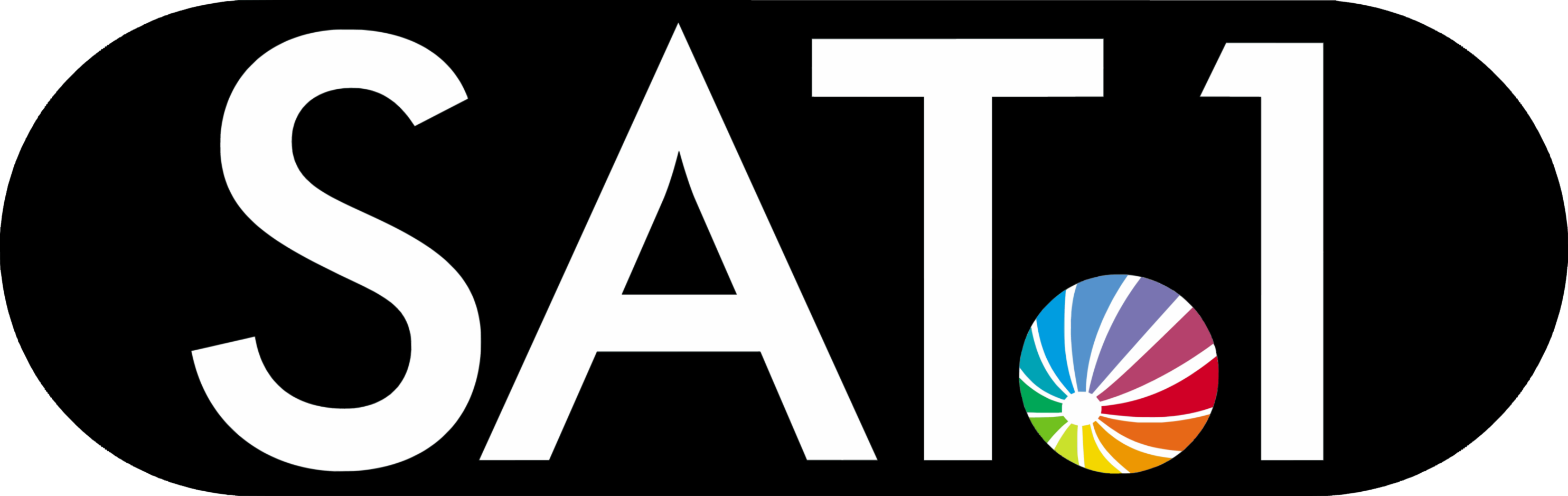
Logo de Sat.1 de 1996 au 31 août 2001
Logo de Sat.1 du 1er septembre 2001 au 2 septembre 2004
Logo de Sat.1 du 3 septembre 2004 au 16 mars 2008
Logo de Sat.1 du 17 mars 2008 au 15 septembre 2009
Logo de Sat.1 du 16 septembre 2009 au 15 août 2011
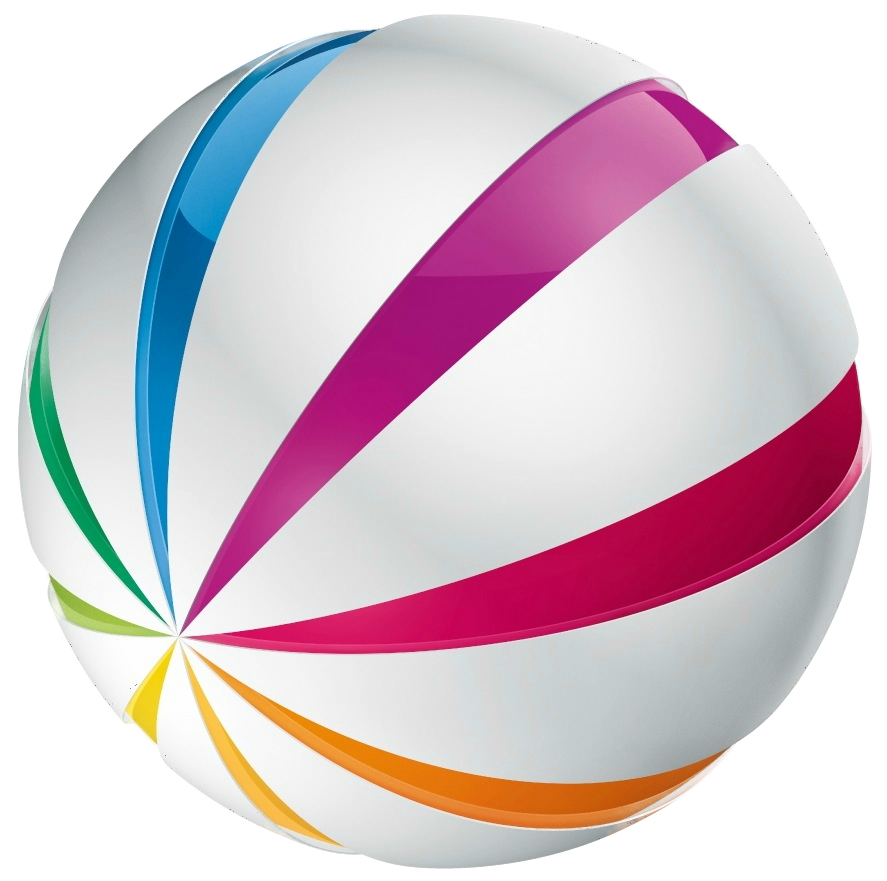
Logo de Sat.1 du le 16 août 2011 au 11 octobre 2016
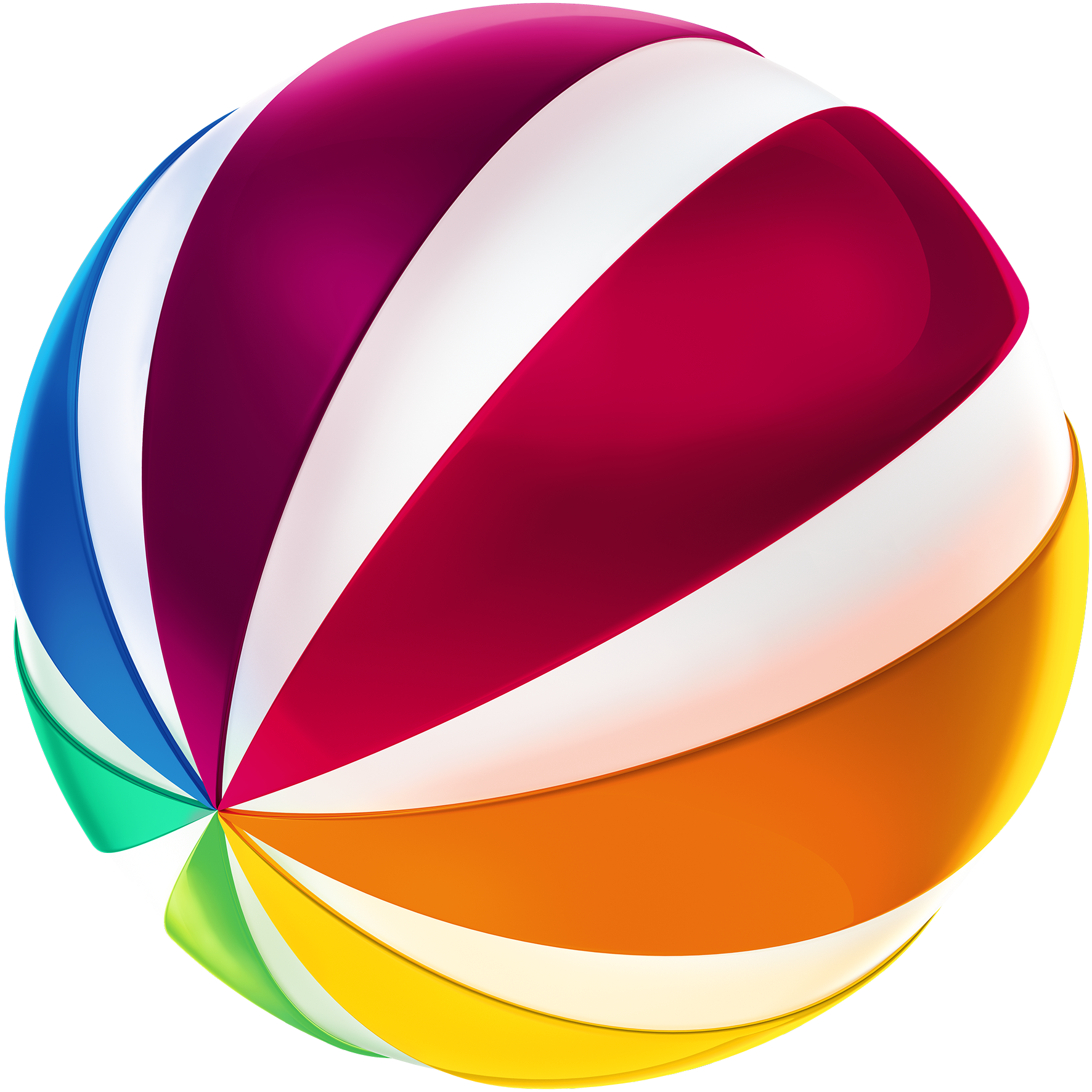
Logo de Sat.1 depuis le 12 octobre 2016

## Organisation

### Liste de gérants
- De 1988 à 1993 : Werner E. Klatten
- De 1993 à 1995 : Knut Föckler (Directeur des programmes et du marketing)
- Du 1er mai 1995 au 1er novembre 2000 : Fred Kogel
- Du 1er novembre 2000 au 4 décembre 2003 : Martin Hoffmann
- Du 4 décembre 2003 au 31 décembre 2006 : Roger Schawinski
- Du 1er janvier 2007 au 31 décembre 2007 : Matthias Alberti
- Du 1er janvier 2008 au 31 décembre 2008 : Torsten Rossmann et Matthias Alberti
- Du 1er janvier 2009 au 31 décembre 2010 : Torsten Rossmann et Guido Bolten
- Du 1er février 2010 au 3 octobre 2011 : Andreas Bartl

Depuis le 4 octobre 2011, le gérant de Sat.1 est Joachim Kosack.

### Programmes
Il s'agit d'une chaîne généraliste diffusant des films, des séries, des programmes d'information ainsi que du sport, des jeux et des variétés. Elle a également diffusé le Tour de France 2007 après le retrait de diffusion des chaînes publiques allemandes ZDF et ARD.

### Parts de marché
- 1987 : 1,5 %
- 1988 : 5,8 %
- 1989 : 8,5 %
- 1990 : 9,0 %
- 1991 : 10,6 %
- 1992 : 13,1 %
- 1993 : 14,4 %
- 1994 : 14,9 %
- 1995 : 14,7 %
- 1996 : 13,2 %
- 1997 : 12,8 %
- 1998 : 11,8 %
- 1999 : 10,8 %
- 2000 : 10,2 %
- 2001 : 10,1 %
- 2002 : 9,9 %
- 2003 : 10,2 %
- 2004 : 10,3 %
- 2005 : 10,9 %
- 2006 : 9,8 %

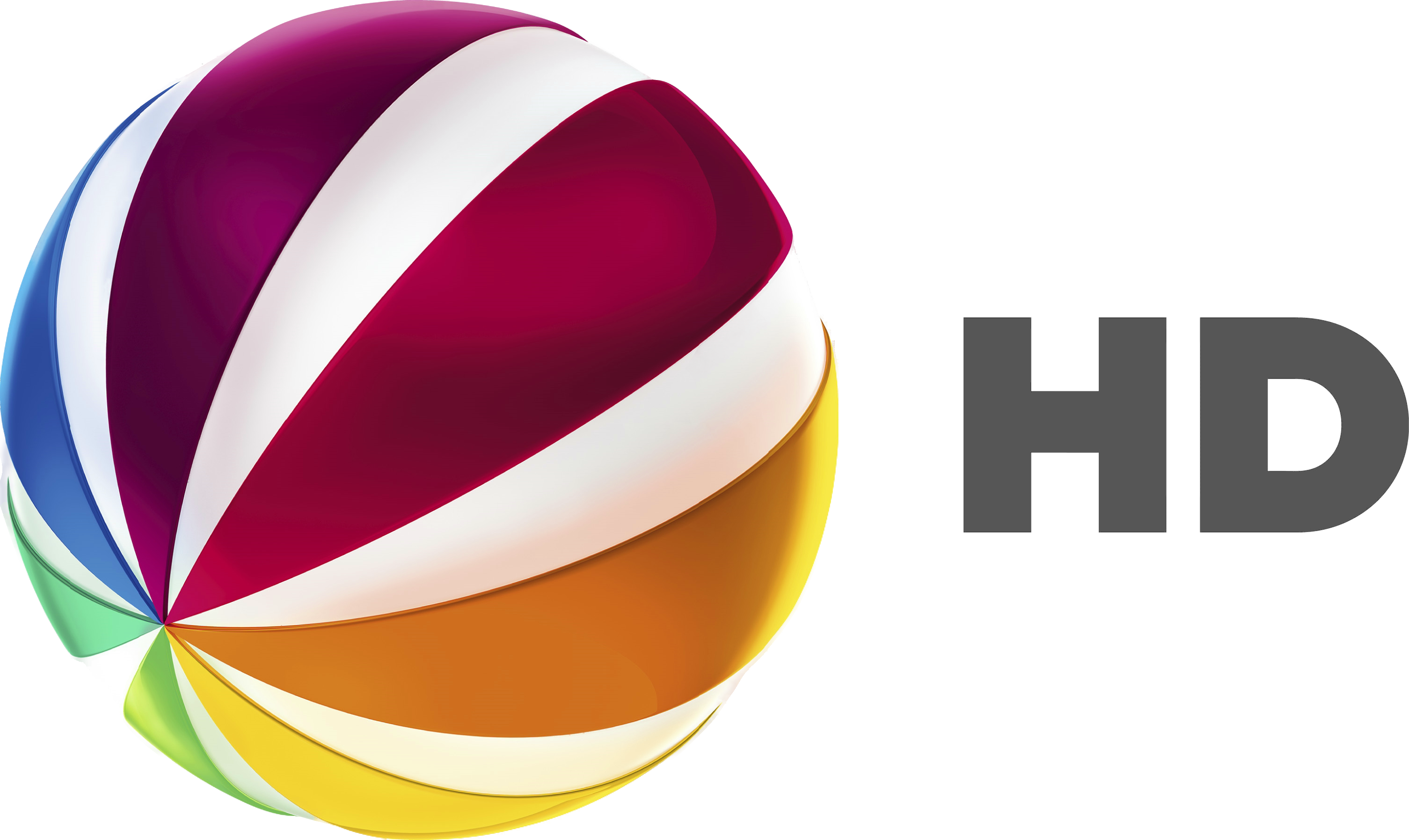
Logo de Sat.1 HD (depuis 2016).

Sat.1 est la deuxième chaîne privée la plus regardée en Allemagne. En 1988, Sat.1 réussit à dépasser RTL quant à la part de marché, mais la chaîne n'est pas encore parvenue à réitérer cet «exploit», malgré son apogée en 1994.